# Томорі (стадіон)
Стадіон Томорі (алб. Stadiumi Tomori) — багатофункціональний стадіон у Бераті, Албанія. Зараз він використовується в основному для футбольних матчів і є домашнім стадіоном Томорі. Стадіон вміщує 17 890 місць.

## Міжнародні матчі
Стадіон Томорі прийняв 1 товариський матч збірної Албанії з футболу
| Товариський матч 6 серпня 1988 | Албанія | 0:0      | Куба | Берат, Албанія                                                      |  |
| 16:00                          |         | Протокол |      | Стадіон: Tomori Stadium Глядачі: 4 000 Суддя: Дорі Пріфті (Албанія) |  |
|                                |         |          |      |                                                                     |  |